# Gniewinko
Gniewinko (kaszb. Gniewinkò, niem. Gnewinke) – wieś kaszubska w Polsce położona w województwie pomorskim, w powiecie wejherowskim, w gminie Gniewino.
W latach 1975–1998 miejscowość administracyjnie należała do województwa gdańskiego.
Inne miejscowości o z prefiksem Gniew: Gniewowo, Gniew, Gniewkowo, Gniewino.